# Lacan habla
Lacan habla (título original: Lacan parle) es una docupelícula de 1972 dirigida por el belga Françoise Wolff que filma al psicoanalista Jacques Lacan.
Dividido en dos partes, la primera son fragmentos de una conferencia en la Universidad Católica de Lovaina, Bélgica, el 13 de octubre de 1972, y la segunda una entrevista. A su vez recorrido por una voz en off de una locutora que enmarca al personaje con datos biográficos y citas textuales de Philippe Sollers.

## Contenido
Contiene espóiler, para eludirlo pasar directamente al enlace externo aquí.

### Primera parte
Temas tocados:
La conferencia está particionada por fragmentos temáticos deliberadamente cortados.
- Nos hacemos preguntas sobre lo que ya sabemos. Su noción del lenguaje como tesoro de significantes y otros de sus célebres tópicos o conceptos. El preguntarse lo ya se sabe establece en sí mismo una represión sobre esas preguntas.

- La comunicación hace reír. Es una de sus innumerables sentencias ejecutadas sobre la marcha, al observar, en la escena, que la sintonía entre la gente es divertirse o el entretenimiento.

- El Cogito ergo sum cartesiano como pleonasmo en su variación ser hablante, o solo se existe por la palabra. Variación a su vez del ser es ser percibido de George Berkeley en tanto la palabra es un espejo donde el ser se percibe o se constituye.

- El lenguaje es aquello por lo que no nos damos cuenta, es la interferencia con el mundo natural, el cual a su vez —y por ello— no existe. Y no lo existirá nunca. El hombre solo se conduce a dominar todo lo que tiene en torno a través del dominio y refinamiento de su lenguaje. El lenguaje es una fuerza determinista a la que le interesa más que el hombre se vincule que cualquier otra cosa, sin que el hombre sepa antes porqué esa fuerza lo reúne.

- La muerte como cuestión de fe. La muerte es una de la más improbables certezas defendida solo por su incapacidad de predicársele nada. La muerte, como el lenguaje, es un beneficio para la especie —aunque Lacan no suele utilizar el término "especie"— puesto que es un límite, una grafía pavorosa, para así superarla. El hombre al saber que la muerte existe, cuando lo supo, supo también que la vida es esencialmente insoportable en sí misma —en otras palabras, imposible de contener—. Aquí Lacan hace alusión al célebre pasaje de los Pensamientos de Pascal a través de un sueño de una de sus pacientes sobre la regeneración de la vida y de cuya certeza onírica su resultado era una angustia intolerable.

- La crítica a sus colegas psicoanalistas, de donde establece su tópico del Sujeto supuesto Saber. Es una variación socrática sobre el sólo sé que no sé nada. O simplemente: lo que sé es falso, o solo lo sé para saber algo que no sabré yo. Lo que lleva a una de tantas de las posibles definiciones de "inconsciente": "no se sabe lo que se sabe", lo que siempre será así.

- La transferencia y el amor. A través de una proposición existencial acerca tópicos separados en el psicoanálisis como se lo entendía antes. La transferencia es el amor porque lo que se transfiere no es sino lo que el otro ya tiene, por lo cual nada se transfiere desde el punto de vista de un emisor o bien nada se transfiere en tanto y en cuanto el emisor así lo quiera.

- La referencia a su propio discurso como un discurso críptico. "Plagado de trampas" dice el mismo Lacan. "Plagado de trampas" (proie de piège) es uno de sus insistentes subrayados sobre las homofonías, en el sentido que él las usó. Por su parte, su manejo de esta sustancia llamada inconsciente es cómo él opera y se siente llamado a hacerlo así por su sinthoma o sinthome.

- La oposición de Lacan al discurso marxista. Este tema se alarga a través de un inesperado incidente con un joven manifestante que irrumpe en el recinto y arroja diversos elementos en la mesa o atril —desde donde Lacan expone—, y ensucia con agua con harina u otras cosas. Es, básicamente, lo que para la época se consideraba una manifestación "pacífica". El joven expone que su expresión es tan válida como la de Lacan y Lacan se sienta y promueve que el joven exponga con mayor amplitud. El joven mismo, con un aparente discurso marxista, expone conceptos que el mismo Lacan expone: llama a la cultura occidental "cultura del espectáculo", luego habla de los estudiantes como cuadros del sistema en potencia.
 El fallo que emite sobre Lacan es que este no se expresaría espontáneamente y que por ello sería una suerte de repetición de la "cultura del espectáculo en descomposición". Utiliza otro concepto propio de intelectuales franceses y alemanes: la "mala conciencia", la que direcciona hacia el mismo Lacan. Este, que teme, le pide que se siente así replica. Ambos exponen ideas con un sesgo semejante salvo que en el estudiante se nota más la improvisación. La situación termina con la tentativa, por parte del estudiante, de arrojarle engrudo a Lacan. Este, una vez ido el joven, expone una similitud entre el discurso del joven y el fascismo, que él traduce en otro de sus tópicos: el llamado "discurso del amo". Retrotrayéndose a lo que expusiera antes concluye que esa expresión del estudiante "¡es el amor!", una reactualización del mito edénico, que para Lacan es impracticable. Ese llamado a la organización que subyace en la práctica marxista es una redirección hacia el amor paterno, a la estructura, a desear el estado de cosas, —y a la inversa de lo que dice el joven—, sin que los marxistas tomaran cuenta de ello. Hay también para con el discurso marxista una crítica hacia el "discurso del ángel", "del mensajero", el que llevaría implícito.

### Segunda parte
Es una entrevista con el director del film realizada al día siguiente de la conferencia. El tono apagado de la exposición es totalmente discordante en relación con la primera parte, la conferencia. Lacan adquiere un tono menos pausado y más ensimismado, en cierto sentido apesadumbrado. 
Algunos temas tocados:
- El psicoanálisis no se refiere a otra cosa que a una práctica del lenguaje.

- La forma que adquieren los llamados traumas psicológicos siempre se "inscriben" a través de las palabras con contenidos del lenguaje, aunque siempre con cierta tendencia a desfigurarlos.

- Lo que esperan los hombres en el sentido amplio de la palabra (esperanza) es algo que ya está en el lenguaje; por ello lo que esperan aparece en el discurso de cualquier individuo. El destino del hombre está así prefigurado en disposiciones del lenguaje, las cuales ejercen sobre el individuo su deseo.

- El rol del analista, traducido en la expresión "yo no te lo hago decir". Detectando así que el analista intenta ser quien trata de mostrar que lo que dice el enfermo (analizante) no es ni lo que le hacen decir (lo que se debe decir), ni lo que dice él (lo que él quiere decir) sino las dos cosas.